# Formuła skrzydłowa
Formuła skrzydłowa – matematyczny zapis położenia końców lotek ptaka przy skrzydle złożonym w naturalnej pozycji. Lotki numerowane są począwszy od najbardziej zewnętrznej po najbardziej wewnętrzną. Formuła skrzydłowa jest ważna przy oznaczaniu gatunków o bardzo podobnym upierzeniu.
Zapis formuły skrzydłowej polega na zapisaniu długości najdłuższej lotki, a następnie o ile kolejne są od niej krótsze (dane podawane są z dokładnością do 1 mm). Przykładowy zapis: | 45 | 01 | 2 | 6 | 6 | 9 |. Oznacza on, że najdłuższa lotka ma długość 45 mm, kolejna jest krótsza o 1 mm, następna o dwa milimetry, dwie lotki mają długość o 6 mm krótszą, zaś kolejna o 9 mm krótszą (w odniesieniu do najdłuższej lotki). Zapisać można to również w następujący sposób (podane cyfry są numerami lotek, przykład dotyczy tego samego skrzydła): 4 = 5 > 3 > 6 > 2 = 7 > 8 lub w sposób graficzny.
Przed zebraniem pomiarów sprawdzą się, czy ptak nie jest w trakcie pierzenia oraz czy nie ma ubytków w lotkach. Skrzydło składane jest do pozycji naturalnej. Zgięcie skrzydeł jest przytrzymywane, by lotki nie zmieniły pozycji w trakcie odczytu. Pomiaru dokonać można na dwa sposoby:
- punkt zerowy linijki przykłada się do zakończenia najdłuższej lotki. Po zmierzeniu odległości przykłada się go do zakończenia kolejnej (krótszej) lotki, sekwencyjnie aż do najkrótszej.
- punkt wskazujący 1 cm lub większy, zależnie od wielkości ptaka przykłada się do końca najdłuższej lotki. Wymiary są odczytywane w odwrotną stronę (od najkrótszej do najdłuższej lotki)